# Sonic Team
Sonic Team este un dezvoltator de jocuri video deținut de Sega ca parte a diviziei Sega CS Research and Development No. 2. Sonic Team este cel mai bine cunoscut pentru seria Sonic the Hedgehog și jocuri precum Nights into Dreams și Phantasy Star Online.
Echipa inițială, formată în 1990, a fost compusă din angajați ai diviziei Sega Consumer Development, inclusiv programatorul Yuji Naka, artistul Naoto Ohshima și designerul de niveluri Hirokazu Yasuhara. Echipa a luat numele Sonic Team în 1991 cu lansarea primului său joc video, Sonic the Hedgehog, pentru Sega Genesis. A fost un succes major și a contribuit la milioane de vânzări pentru Genesis. Următoarele jocuri Sonic au fost dezvoltate de Naka și Yasuhara în America la Sega Technical Institute, iar Ohshima a lucrat la Sonic CD în Japonia. Naka a revenit în Japonia la sfârșitul anului 1994 să devină șef al CS3, mai târziu redenumit R&D No. 8. În acest timp, divizia a preluat marca Sonic Team dar a dezvoltat jocuri care nu au prezentat pe Sonic precum Nights into Dreams (1996) și Burning Rangers (1998).
Urmând lansării lui Sonic Adventure în 1998, unii angajați Sonic Team s-au mutat în Statele Unite să formeze Sonic Team USA și să dezvolte Sonic Adventure 2 (2001). Cu divestirea lui Sega ale studiourilor sale în companii separate, R&D No. 8 a devenit SONICTEAM Ltd. în 2000, cu Naka ca director general și Sonic Team USA ca subsidiara sa. Problemele financiare ale Sega au condus la mai multe schimbări structurale la începutul anilor 2000; studioul United Game Artists a fost absorbit în Sonic Team în 2003, iar Sonic Team USA a devenit Sega Studios USA în 2004.
După achiziționarea lui Sammy Corporation a Sega în 2004, Sonic Team a fost reîncorporat să devină departamentul Sega GE1 de cercetare și dezvoltare. Naka a demisionat în timpul dezvoltării lui Sonic the Hedgehog (2006), și Sega Studios USA a fuzionat înapoi în Sonic Team în 2008. Următorul deceniu a fost marcat de jocuri Sonic de recepții variate, cu șeful de studio Takashi Iizuka recunoscând că Sonic Team a prioritizat livrarea peste calitate.  
Urmând succesului comercial al Sonic Frontiers în 2022, Sonic Team a recrutat un număr de noi artiști și, din 2023, are peste 400 de oameni angajați la studio.